# Li Jinyuan

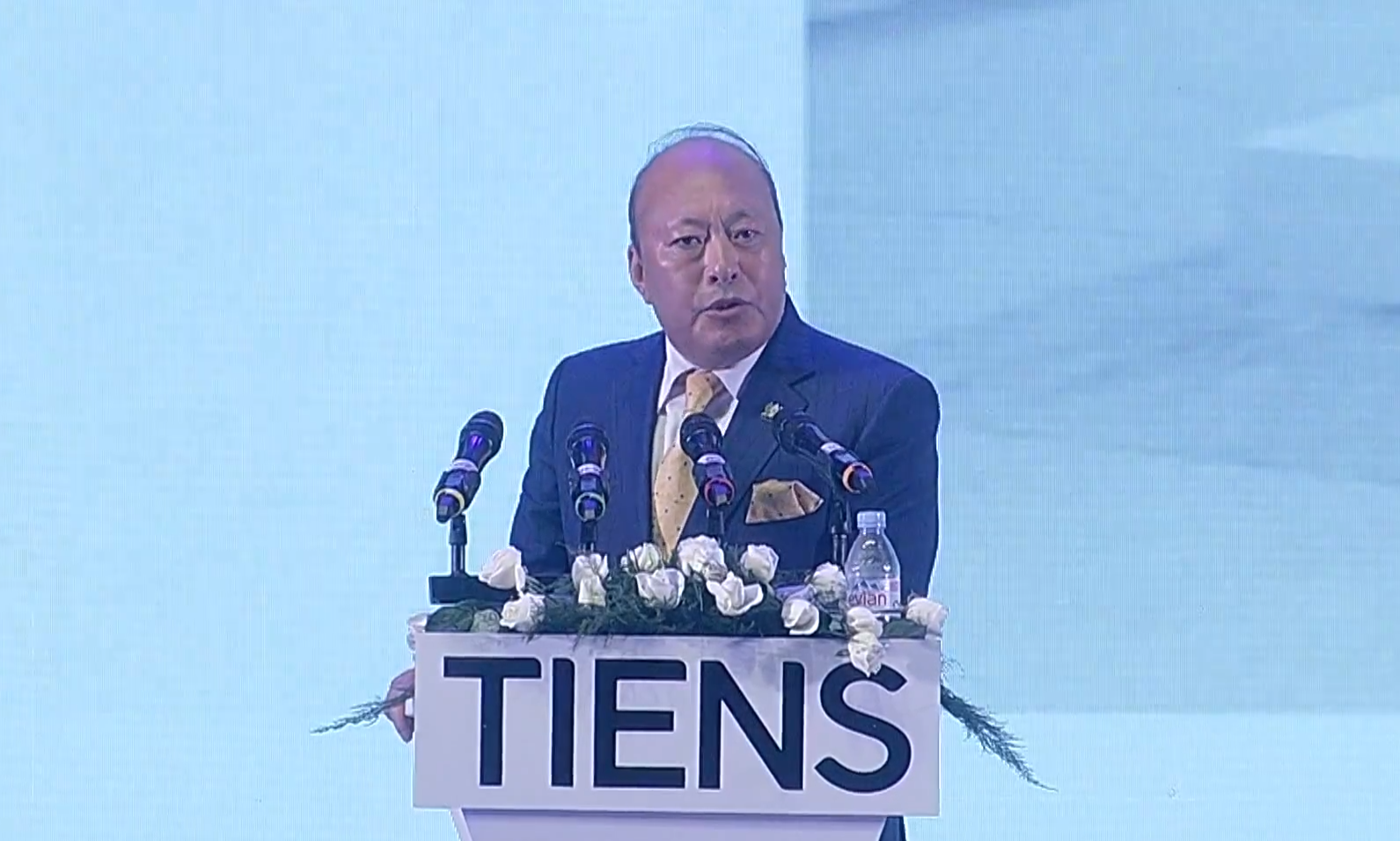
Li Jinyuan (2018)

Li Jinyuan (chinesisch 李金元; * 1958 in Cangzhou, Provinz Hebei) ist ein chinesischer Unternehmer und der Gründer des Konzerns Tiens. Nach dem Shanghaier Wirtschaftsmagazin Hurun Report gehört er auf Rang 36, nach anderen Quellen auf Platz 24 zu den fünfzig reichsten Menschen der Volksrepublik China. Sein Vermögen wird auf zwei Milliarden US-Dollar geschätzt.

## Leben
Als Zwanzigjähriger hatte sich Li aus Enthusiasmus der Arbeitsbrigade auf einem Erdölfeld angeschlossen. Mitte der 1990er Jahre gründete er in Tianjin das Unternehmen Tiens, das mittlerweile zum multinationalen Konzern angewachsen ist und zu den erfolgreichsten der VR China als Folge des nationalen Wirtschaftsaufschwungs zählt. 90 Prozent von Tiens gehören seit Gründung Li selbst. Während der Gründerzeit scheiterte Li beinahe: er verschuldete sich hoch und unternahm einen Selbstmordversuch in einem eisbedeckten Teich. Um die ausstehenden Löhne der Arbeiter zu zahlen, habe er sogar seinen Privatwagen verkaufen müssen.
Li Jinyuan gilt als menschenfreundlich und besonders wohltätig. Er ist Gründer und Namensgeber des Li-Jinyuan-Fonds. An dessen Gründungstag spendete er umgerechnet drei Mio. Euro für Behinderte. Insgesamt spendete er in den vergangenen Jahren über 30 Mio. US-Dollar für wohltätige Zwecke. Nach eigenen Angaben unterstützt Li Ansichten von Konfuzius, Karl Marx, Mao Zedong, Deng Xiaoping und die heutige Führung der KPCh. Neben seiner Tätigkeit als Unternehmer referiert er über die Beschlüsse des 17. Parteikongresses.

## Auszeichnungen
1998
- Erwähnung in der Liste eines US-amerikanischen Magazins als ein weltberühmter Unternehmer

1999
- Auszeichnung als „Vorbild für Nationale Einheit und Fortschritt“, verliehen vom Staatsrat der VR China

2000
- Auszeichnung „Herausragender Beitrag zur Gesundheit in Russland“ des Gesundheitsministeriums der Russischen Föderation
- „Preis für herausragende Unternehmer in der Asien-Pazifik-Region“, verliehen vom Koordinationskomitee für Internationale Angelegenheiten im Asien-Pazifik-Raum der UN
- Auszeichnung als „herausragende Führungspersönlichkeit im Direktvertrieb“ des Internationalen Verbands für Direktvertrieb
- „Preis für Freundschaft, Frieden und Umweltsicherheit“ des Chinesisch-Russischen Komitees für freundschaftliche Entwicklung
- Erwähnung unter den „10 größten Talenten Chinas in den Bereichen Wissenschaft und Technologie“

2002
- Ehrendoktor, verliehen vom Institut für Ökologie und Biowissenschaft der UN
- Auszeichnung als „Forscher in der staatlichen Forschung der Direktvertriebsbranche“ und als „Forscher in der staatlichen Forschung der Gesundheitsindustrie“ in der VR China

2004
- „Preis für einen besonderen Beitrag zu Chinas privater Bildung“ des Chinesischen Bildungsverbandes des staatlichen Bildungsministeriums
- Platz 1 auf der Liste „Südchinesische einheimische vermögende Persönlichkeiten 2004“
- „Kreativster Wirtschaftsführer Chinas 2004“

2005
- „Chinesische Medaille für herausragende weltweite Leistungen“
- Höchste Regierungsauszeichnung der „China Charity Awards“, verliehen vom Ministerium für zivile Angelegenheiten während der Chinesischen Wohlfahrtskonferenz
- Auszeichnung als „Führende Persönlichkeit bei der Nationalen Einheit“, verliehen vom Staatsrat der VR China
- Auszeichnung als „Patriotischer Unternehmer“ für seinen „herausragenden Beitrag zum Aufbau der chinesischen Wirtschaft und zur sozialen Entwicklung“, verliehen vom „Ersten Forum für zeitgenössische chinesische Berühmtheiten“ während des in der Großen Halle des Volkes tagenden Neujahrstreffens

2007
- Auszeichnung als „Bester Unternehmer mit sozialer Verantwortung in China“ bei der „Preisverleihung chinesischer HR-Kräfte 2007“